# Son (Norge)
 For alternative betydninger, se Son (flertydig). (Se også artikler, som begynder med Son)
Son (tidligere Soon) er en tætbebyggelse i Vestby kommune i Viken fylke i Norge. Den lille havneby er kendt for sine maleriske hvide træhuse og sine kunsthandler. Son vågner til liv om sommeren, men er meget stille om vinteren.
Oprindeligt var Son sammen med Hølen et ladested ved mundingen af den lille flod Såna, der lokalt kaldes Hølenelva, på østsiden af Oslofjorden.  I 1964 blev Son slået sammen med Vestby. Fra 2007 indgår Son sammen med Store Brevik i Moss' omland. Der er henved 1.000 fastboende i selve Son, og 5.500 indbyggere medregnet boligområderne omkring centrum.  Befolkningen var længe for det meste fiskere og sejlere; senere også havne- og industriarbejdere.

## Hollændertiden
I 1500-tallet var Son en vigtig tømmerhavn. "Hollændertiden" kalder man perioden 1500-1800/50, da Nederland var Nordeuropas mægtigste nation. Hollandske fartøjer kontrollerede verdenshavene; også den norske kyst, hvorfra de hentede trælast til at bygge Amsterdam. Amsterdams rådhus alene hviler på 13.659 norske træpæle. På hollandske kort blev Oslofjorden kaldt Zoen op den Water og Soen Water som et resultat af Sons store betydning. Stavemåden Soon havde sit ophav i hollændertiden; men fra 1891 er "Son" det korrekte.  Flere forretninger og foreninger bruger dog stadig den gamle stavemåde, såsom Soon Seilforening. 